# Пеања (Савона)
Пеања је насеље у Италији у округу Савона, региону Лигурија.
Према процени из 2011. у насељу је живело 222 становника. Насеље се налази на надморској висини од 115 м.